# Titularbistum Bulna
Bulna ist ein Titularbistum der römisch-katholischen Kirche.
Es geht zurück auf einen untergegangenen Bischofssitz in der gleichnamigen antiken Stadt, die in der römischen Provinz Africa proconsularis (heute nördliches Tunesien) lag. Der Bischofssitz war der Kirchenprovinz Karthago zugeordnet.
| Titularbischöfe von Bulna |                 |                                                     |                  |                  |
| Nr.                       | Name            | Amt                                                 | von              | bis              |
| 1                         | Joseph Werth SJ | Apostolischer Administrator von Sibirien (Russland) | 13. April 1991   | 11. Februar 2002 |
| 2                         | Josef De Kesel  | Weihbischof in Mecheln-Brüssel (Belgien)            | 20. März 2002    | 25. Juni 2010    |
| 3                         | Jan Sobiło      | Weihbischof in Charkiw-Saporischschja (Ukraine)     | 30. Oktober 2010 |                  |